# サーヤ (お笑い芸人)
サーヤ（1995年12月13日 - ）は、日本のお笑い芸人、ミュージシャン。お笑いコンビラランドのボケ担当。ラランドのネタ作り担当。立ち位置は向かって左（下手側）。株式会社『レモンジャム』代表取締役社長。

## 経歴
東京都八王子市北野出身。ドラマやCMや雑誌などに出る子役として芸能活動していたが、小学校入学前に学業を優先し引退する。当時の所属事務所はスペースクラフトジュニア。
その後、東京純心女子中学校・高等学校に進学。中学2年生の時にお笑い活動を始めるが、学校の規則が厳しかったため、お笑いの大会には出られなかった。
2014年に上智大学外国語学部イスパニア語学科に現役合格。上智大学で、現在の相方であるニシダと出会い「ラランド」を結成する。その後、多くのお笑いの大会、ライブに出る。大学4年の時に行われた「NOROSHI 2018」という賞レースでは、漫才、コント、ピンネタ全ての種目に単独で参加し、メンバーとして関わったチームが全て優勝するという伝説を打ち立てた。お笑いサークル時代は「ラランド」以外にも複数のユニットにまたがって活動しており、コントを行うコンビ「ひずみ」や「踊り場」、髙比良くるま（現：令和ロマン）・植木おでん（現：たまゆら学園）らとのユニット「ピカリ宇宙論」も組んでいた。
大学卒業後は港区内の広告代理店に就職し、会社員とお笑い芸人の二重生活をする。会社を選んだ理由は、仕事内容が「お笑いの世界と表裏一体」だと思ったため。
2021年2月、広告代理店勤務という経歴を生かして自身が社長を務めるラランドの個人事務所「レモンジャム」を設立する。

## 人物
- 本名は、門倉 早彩（かどくら さあや）[17]。
- 身長158 cm。血液型はO型。趣味・特技はラップ鑑賞、散歩。英検準一級を取得している[4]。
- お笑い好きになったきっかけは、親の影響で幼稚園児の頃から観ていた『ダウンタウンのごっつええ感じ』[18]。

- 2018年に開催した単独ライブでは6組コンビを組み替えてネタを披露した[11][19]。
- それまで、お笑いをやる上で性別を考えてやってはこなかったということで、女芸人の悩みや事情などを話さなければならない時は、逆にやりにくいと話している[18]。

## 音楽活動
お笑い芸人としての活動とともに、音楽活動も行っている。音楽活動時のアーティスト名義はCLR（クレア）。
2021年5月、川谷絵音のソロプロジェクト「美的計画」の楽曲『ピーナッツバターシークレット』に参加。その際、ラッパーのBIMにアーティスト名義CLR（クレア）を命名してもらう。
2021年12月、サーヤ（CLR名義）が作詞作曲及びボーカルを務めるヒップホップ・バンド「礼賛」を結成。メンバーはサーヤの他、ギター：晩餐（川谷絵音）・簸（木下哲）、ベース：春日山（休日課長）、ドラム：foot vinegar（GOTO）、の5名（礼賛の活動については礼賛のページを参照）。

## 賞レースでの成績
- R-1グランプリ2021 - 準々決勝進出[23]

## 出演

### 現在のレギュラー番組
テレビ
- はなしちゃお!〜性と生の学問〜（NHK Eテレ、2022年1月 - ）：不定期放送 ※MC
- 沼にハマってきいてみた（NHK Eテレ、2022年4月4日 - ）：レギュラー ※2代目MC

### 過去のレギュラー番組
テレビ
- 元カレの元カノの元カレの元カノ（テレビ東京、2021年10月8日（10月7日深夜） - 11月12日（11月11日深夜））
- 占いリアリティーショー どこまで言っていいですか？（テレビ東京、2021年12月29日（12月28日深夜） - 2022年10月1日（9月30日深夜））
- トゲアリトゲナシトゲトゲ → トゲトゲTV（テレビ朝日、2021年3月30日（3月29日深夜） - 2023年9月21日）
- サスティな!〜こんなとこにもSDGs〜（フジテレビ、2022年12月17日 -  31日）（スペシャルMC）
- ZIP!（日本テレビ、2024年3月1日 - 3月29日） ※2024年3月金曜パーソナリティ

ラジオ
- 卒業アルバムに1人はいそうな人を探すラジオ（文化放送、2020年11月6日 - 2021年3月24日）：※金曜パーソナリティ
- ラランド・サーヤの虎視舌舌（文化放送、2021年4月2日 - 2023年3月21日）

インターネット番組
- プロジェクト東大王（Paravi、2021年1月13日 - 3月31日）
- 未来日記（シーズン1）（Netflix、2021年12月14日 - 2022年1月18日）
- トークサバイバー!（Netflix、2022年3月8日）：シーズン1挑戦者
- 最強新コンビ決定戦 THE ゴールデンコンビ（2024年10月31日、Amazonプライム・ビデオ）

インターネットラジオ
- 女帝（GERA放送局、2020年4月26日 - 12月19日（隔週））

### 過去に出演した単発番組
テレビ
- セブンルール（関西テレビ、2020年10月6日）
- クイズゴッド〜最強クイズ神を倒したら100万円〜（フジテレビ、2020年12月29日）：※100万円獲得
- 4匹のクツガエル（読売テレビ、2021年1月23日）：※天の声
- 気になるドアを100本ノック!（関西テレビ、2021年8月16日）：※メインMC
- 芸人アニメ監督（フジテレビ、2022年6月11日）：※アニメ監督
- スゴEフェス 生放送スペシャル!（2023年11月25日、NHK総合）：※MC
- アナザースカイ（日本テレビ、2024年4月13日）
- LIFE! 冬1（NHK総合、2023年12月15日）
  - LIFE!春 君の声が聴きたいSP（NHK総合、2024年5月3日）

- サーヤ × くるま「みんなテレビ」（テレビ朝日、2024年6月21日）※MC
- やりかたのウタ ～気になる HOW to ウタいまSHOW～（中京テレビ、2024年9月7日・14日、2025年1月8日）※せいや（霜降り明星）と共に出演

インターネット番組
- ラランド・サーヤの「高い酒を1本空ける。」（YouTube「動画、はじめてみました（テレビ朝日公式）」、2021年2月14日）

### テレビドラマ
- 火曜サスペンス劇場 臨床心理士3（2001年5月29日、日本テレビ）[注 2]
- 完全に詰んだイチ子はもうカリスマになるしかないの（2022年11月2日 - 12月21日、テレビ東京） - ヨッピ 役
- ハマる男に蹴りたい女（2023年1月14日 - 3月18日、テレビ朝日） - 友部ミチコ 役[44]
- かしましめし 第3話（2023年4月24日、テレビ東京） - キクヨ 役[45]
- 最高の教師 1年後、私は生徒に■された（2023年7月15日 - 9月23日、日本テレビ） - 勝見夏穂 役[46]
- わたしの一番最悪なともだち（2023年8月21日 - 10月12日、NHK総合） - 桜井沙瑛 役[47]
- 新空港占拠（2024年1月13日 - 3月16日、日本テレビ） - 牛 / 掛川瑠美 役[48]
- TXQ FICTION「イシナガキクエを探しています」（2024年4月30日 - 5月18日、テレビ東京） - 本人 役[49]
- じゃあ、あんたが作ってみろよ（2025年10月〈予定〉 - 、TBS） - 吉井渚 役[50]

### 短編映画
- ウワキな現場（TELASA、2021年11月8日配信） - サヤカ 役[51]
- 点（YouTube、2024年3月31日20時公開） - 主演（ニシダが脚本）[52]
- 蟹から生まれたピスコの恋（ゴーストイッチ、2024年6月28日公開） - くぼかよ 役[53]

### CM
テレビ
- カルビー「ポテトチップス」（2001年・2002年）
- タカラ「ミニモニ。パソコンだピョン!」（2001年）
- 麒麟麦酒「本麒麟」（2022年）

- サントリー「-196℃ 瞬間凍結」
  - 「イチキューローうまい」篇（2023年3月25日 - ）仲野太賀と共演[55]
  - 「イチキューローひゃっこい」篇（2023年7月24日 - ）
  - 「ムトゥ踊る無糖レモン」篇（2023年10月9日 - ）[56]
- 花王「めぐりズム 蒸気でホットアイマスク」
  - 「めぐ落ちなわたし サーヤのめぐ落ち」篇（2024年9月10日 - ）松丸亮吾、髙比良くるまと共演[57]

### 舞台
- 舞台「AGASA」（2024年4月18日、EX THEATER ROPPONGI）[58]